# Rauserodes
Rauserodes is een geslacht van steenvliegen uit de familie Perlodidae. De wetenschappelijke naam van het geslacht is voor het eerst geldig gepubliceerd in 1999 door Zwick.

## Soorten
Rauserodes omvat de volgende soorten:
- Rauserodes epiproctalis (Zwick, 1997)